# Pas d'armes

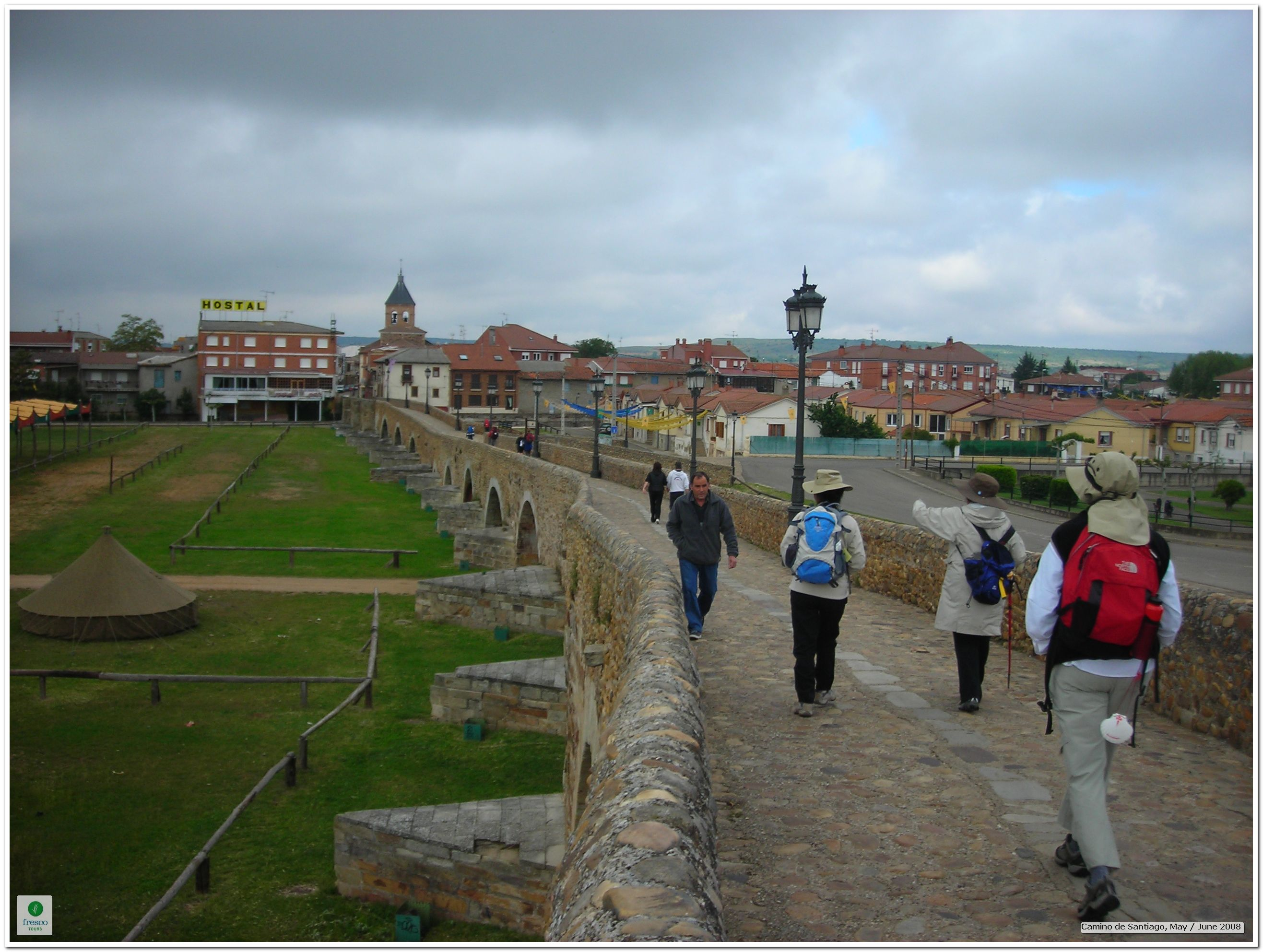
L'any 1434, en aquest punt —el pont sobre el riu Órbigo— Suero de Quiñones i deu dels seus cavallers van desafiar a tots els que vinguessin a un pas d'armes, prometent-se "trencar 300 llances" abans de seguir endavant.

A l'edat mitjana, el pas d'armes era una manifestació molt vistosa de la cavalleria que consistia, bàsicament, en el següent: un cavaller, anomenat el "mantenidor" del pas, se situava en un lloc estratègic, que havia de ser molt concorregut, com ara un camí, o un pont. Palplantat allà, ben armat, prohibia el pas a tots els cavallers que s'hi presentaven, anomenats "aventurers". Abans de començar, però, el mantenidor del pas s'havia assegurat de difondre'l per tot arreu, de manera que la propaganda hi atrauria molts cavallers que desitjaven viure aventures i guanyar fama. El manteniment del pas acostumava a durar força dies o fins i tot mesos, durant els quals s'havien de trencar un nombre determinat de llances o de disputar unes quantes batalles, tal com havia quedat fixat abans en els capítols del pas en qüestió. Uns dels passos d'armes més famosos del segle xv són el Passo Honroso de Suero de Quiñones, el Pas de la Fontaine des Pleurs o el Pas du Pin aux Pommes d'Or, celebrat a Barcelona.